# Puchar Sześciu Narodów 2007
Puchar Sześciu Narodów 2007 (2007 Six Nations Championship, a także od nazwy sponsora turnieju, Royal Bank of Scotland – 2007 RBS 6 Nations) – ósma edycja Pucharu Sześciu Narodów, corocznego turnieju w rugby union rozgrywanego pomiędzy sześcioma najlepszymi zespołami narodowymi półkuli północnej. Turniej odbył się pomiędzy 3 lutego a 17 marca 2007 roku.
Wliczając turnieje w poprzedniej formie, od czasów Home Nations Championship i Pucharu Pięciu Narodów, była to 113. edycja tych zawodów. W turnieju brały udział reprezentacje narodowe Anglii, Francji, Irlandii, Szkocji, Walii i Włoch.
Rozkład gier opublikowano na początku maja 2006 roku, sędziowie zawodów zostali natomiast wyznaczeni na początku grudnia 2006 roku.
Z powodu zaplanowanej budowy nowego obiektu w miejscu Lansdowne Road Irish Rugby Football Union zwrócił się z prośbą o użyczenie będącego własnością Gaelic Athletic Association stadionu Croke Park. Z uwagi na zasady GAA dotyczące zakazu uprawiania obcych sportów na obiektach należących do tego związku odbyły się burzliwe debaty, lecz ostatecznie zgoda została udzielona.
Trzy zespoły przystępowały do ostatniej kolejki z sześcioma punktami za trzy zwycięstwa i porażkę – uszeregowane według ówczesnej różnicy punktów były to Francja, Irlandia i Anglia. Zwycięstwo którejkolwiek z nich przy porażce pozostałych dawało jej zwycięstwo w turnieju, w przypadku gdy zwycięstwa odniosłyby dwie lub wszystkie trzy, o tytule decydowałaby różnica punktów, a przy braku rozstrzygnięcia większa liczba zdobytych przyłożeń. Czysto matematyczne szanse zachowali też Włosi, którym do triumfu potrzebne byłoby wysokie zwycięstwo nad Irlandią przy porażkach pozostałych dwóch faworytów
. W turnieju triumfowała ostatecznie Francja, bowiem zwycięstwo Irlandczyków okazało się za niskie, zaś Anglicy przegrali swój pojedynek.
Najwięcej punktów w zawodach zdobył Ronan O’Gara, który wraz z Jasonem Robinsonem zwyciężył także w kategorii przyłożeń, Brian O’Driscoll został dodatkowo wybrany drugi rok z rzędu najlepszym graczem turnieju. IRB opublikowała następnie podsumowanie statystyczno-analityczne tej edycji.

## Uczestnicy

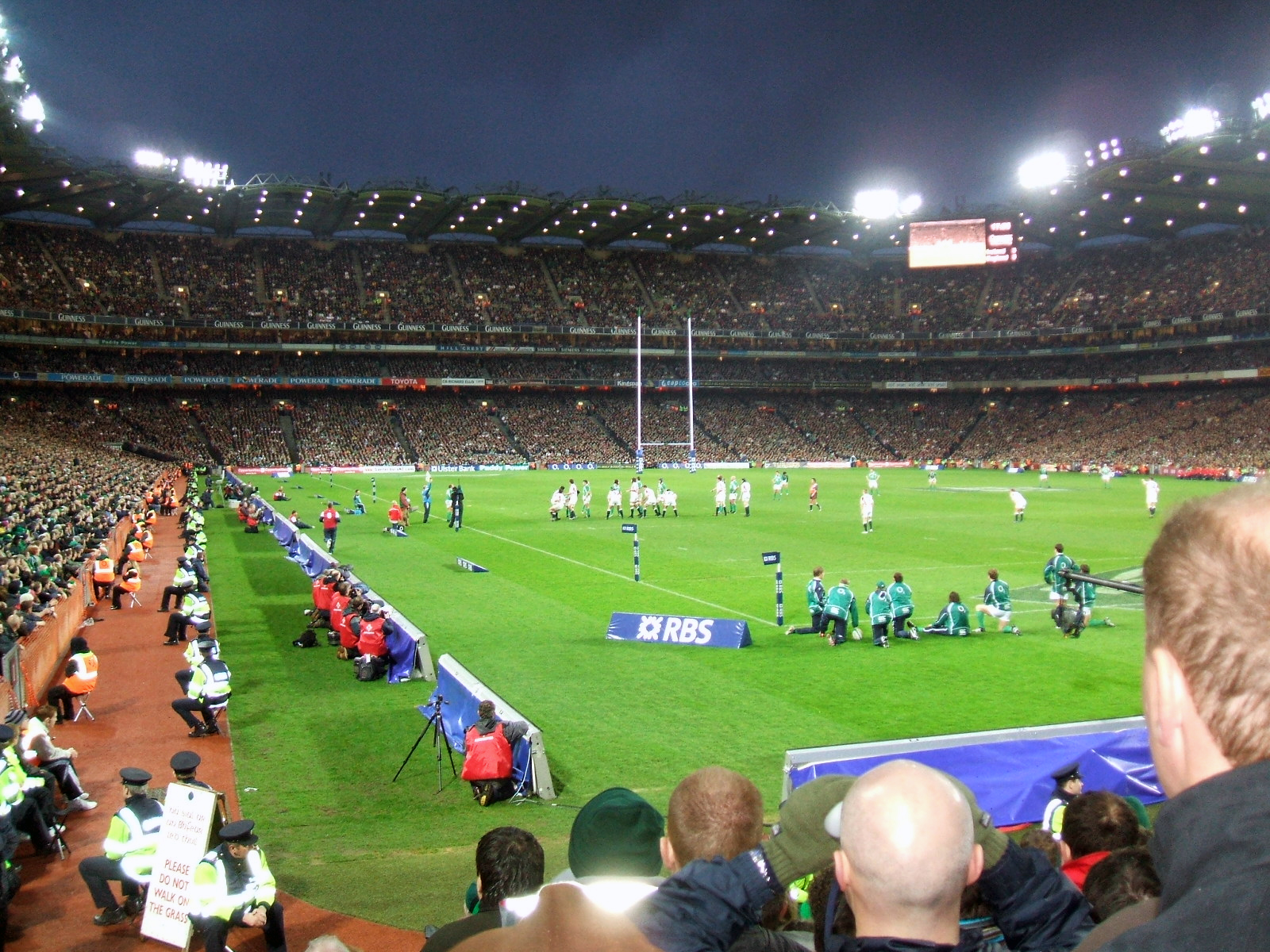
Po raz pierwszy mecze turnieju rozegrano na Croke Park

W turnieju uczestniczyły:
| Zespół   | Stadion            | Miasto   | Trener           | Kapitan                      |
| -------- | ------------------ | -------- | ---------------- | ---------------------------- |
| Anglia   | Twickenham         | Londyn   | Brian Ashton     | Phil Vickery/Mike Catt       |
| Francja  | Stade de France    | Paryż    | Bernard Laporte  | Fabien Pelous/Raphaël Ibañez |
| Irlandia | Croke Park         | Dublin   | Eddie O’Sullivan | Brian O’Driscoll             |
| Szkocja  | Murrayfield        | Edynburg | Frank Hadden     | Chris Paterson               |
| Walia    | Millennium Stadium | Cardiff  | Gareth Jenkins   | Stephen Jones/Gareth Thomas  |
| Włochy   | Stadio Flaminio    | Rzym     | Pierre Berbizier | Marco Bortolami              |

## Tabela

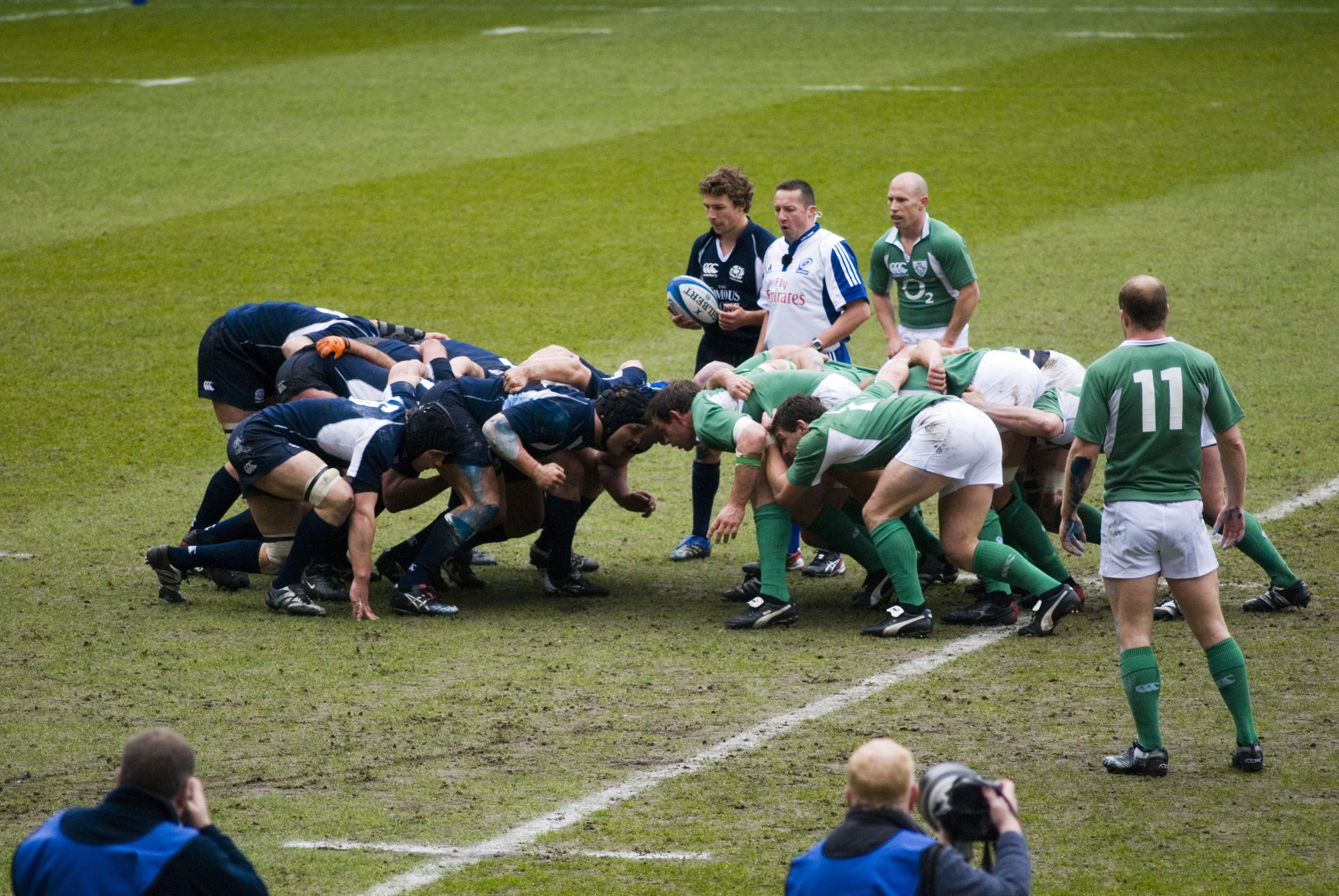
Młyn w meczu Szkocja–Irlandia

### Tydzień 1
| 3 lutego 200713:30 | Włochy           | 3:39(3:22) | Francja | Stadio Flaminio, Rzym Sędzia: Wayne Barnes |
| 3 lutego 200713:30 | Ramiro Pez 3 (K) | 3:39(3:22) | Cedric Heymans 5 (P) Christophe Dominici 5 (P) David Skrela 11 (4pd K) Lionel Beauxis 3 (K) Sebastien Chabal 10 (2P) Yannick Jauzion 5 (P) | Stadio Flaminio, Rzym Sędzia: Wayne Barnes |
| 3 lutego 200713:30 | Josh Sole        | 3:39(3:22) | Florian Fritz | Stadio Flaminio, Rzym Sędzia: Wayne Barnes |

| 3 lutego 200716:00 | Anglia                                                                    | 42:20(17:10) | Szkocja                                                       | Twickenham Stadium, Londyn Sędzia: Marius Jonker |
| 3 lutego 200716:00 | Jason Robinson 10 (2P) Jonny Wilkinson 27 (P 2pd dg 5K) Magnus Lund 5 (P) | 42:20(17:10) | Chris Paterson 10 (2pd 2K) Rob Dewey 5 (P) Simon Taylor 5 (P) | Twickenham Stadium, Londyn Sędzia: Marius Jonker |
| 3 lutego 200716:00 | Sean Lamont                                                               | 42:20(17:10) |                                                               | Twickenham Stadium, Londyn Sędzia: Marius Jonker |

| 4 lutego 200715:00 | Walia                | 9:19(9:12) | Irlandia                                                      | Millennium Stadium, Cardiff Sędzia: Kelvin Deaker |
| 4 lutego 200715:00 | Stephen Jones 9 (3K) | 9:19(9:12) | Brian O’Driscoll 5 (P) Ronan O’Gara 9 (P 2pd) Rory Best 5 (P) | Millennium Stadium, Cardiff Sędzia: Kelvin Deaker |
| 4 lutego 200715:00 | Gavin Thomas         | 9:19(9:12) | Ronan O’Gara                                                  | Millennium Stadium, Cardiff Sędzia: Kelvin Deaker |

### Tydzień 2
| 10 lutego 200713:30 | Anglia                                       | 20:7(14:0) | Włochy                     | Twickenham Stadium, Londyn Sędzia: Nigel Owens |
| 10 lutego 200713:30 | Jason Robinson 5 (P) Jonny Wilkinson 15 (5K) | 20:7(14:0) | Andrea Scanavacca 7 (P pd) | Twickenham Stadium, Londyn Sędzia: Nigel Owens |
| 10 lutego 200713:30 | Josh Sole · Marco Bortolami                  | 20:7(14:0) |                            | Twickenham Stadium, Londyn Sędzia: Nigel Owens |

| 10 lutego 200715:30 | Szkocja                | 21:9(9:6) | Walia                | Murrayfield Stadium, Edynburg Sędzia: Alan Lewis |
| 10 lutego 200715:30 | Chris Paterson 21 (7K) | 21:9(9:6) | Stephen Jones 9 (3K) | Murrayfield Stadium, Edynburg Sędzia: Alan Lewis |
| 10 lutego 200715:30 | Sean Lamont            | 21:9(9:6) |                      | Murrayfield Stadium, Edynburg Sędzia: Alan Lewis |

| 11 lutego 200715:00 | Irlandia               | 17:20(11:13) | Francja                                                                               | Croke Park, Dublin Sędzia: Steve Walsh |
| 11 lutego 200715:00 | Ronan O’Gara 17 (P 4K) | 17:20(11:13) | David Skrela 8 (pd 2K) Lionel Beauxis 2 (pd) Raphael Ibanez 5 (P) Vincent Clerc 5 (P) | Croke Park, Dublin Sędzia: Steve Walsh |
| 11 lutego 200715:00 | Ronan O’Gara           | 17:20(11:13) |                                                                                       | Croke Park, Dublin Sędzia: Steve Walsh |

### Tydzień 3
| 24 lutego 200715:00 | Szkocja                                     | 17:37(10:24) | Włochy                                                                                                | Murrayfield Stadium, Edynburg Sędzia: Donal Courtney |
| 24 lutego 200715:00 | Chris Paterson 12 (P 2pd K) Rob Dewey 5 (P) | 17:37(10:24) | Alessandro Troncon 5 (P) Andrea Scanavacca 22 (P 4pd 3K) Kaine Robertson 5 (P) Mauro Bergamasco 5 (P) | Murrayfield Stadium, Edynburg Sędzia: Donal Courtney |
| 24 lutego 200715:00 | Sean Lamont · Simon Taylor                  | 17:37(10:24) | Gonzalo Canale                                                                                        | Murrayfield Stadium, Edynburg Sędzia: Donal Courtney |

| 24 lutego 200717:30 | Irlandia | 43:13(23:3) | Anglia                                         | Croke Park, Dublin Sędzia: Joël Jutge |
| 24 lutego 200717:30 | David Wallace 5 (P) Girvan Dempsey 5 (P) Isaac Boss 5 (P) Paddy Wallace 2 (pd) Ronan O’Gara 21 (3pd 5K) Shane Horgan 5 (P) | 43:13(23:3) | David Strettle 5 (P) Jonny Wilkinson 8 (pd 2K) | Croke Park, Dublin Sędzia: Joël Jutge |
| 24 lutego 200717:30 | Ronan O’Gara | 43:13(23:3) | Danny Grewcock                                 | Croke Park, Dublin Sędzia: Joël Jutge |

| 24 lutego 200720:00 | Francja                                                                                     | 32:21(23:14) | Walia                                                                           | Stade de France, Saint-Denis Sędzia: Tony Spreadbury |
| 24 lutego 200720:00 | Christophe Dominici 5 (P) David Skrela 19 (2pd 5K) Lionel Beauxis 3 (K) Lionel Nallet 5 (P) | 32:21(23:14) | Alix Popham 5 (P) Jamie Robinson 5 (P) Stephen Jones 6 (3pd) Tom Shanklin 5 (P) | Stade de France, Saint-Denis Sędzia: Tony Spreadbury |
| 24 lutego 200720:00 | Lee Byrne                                                                                   | 32:21(23:14) |                                                                                 | Stade de France, Saint-Denis Sędzia: Tony Spreadbury |

### Tydzień 4
| 10 marca 200713:30 | Szkocja                    | 18:19(9:13) | Irlandia                  | Murrayfield Stadium, Edynburg Sędzia: Dave Pearson |
| 10 marca 200713:30 | Chris Paterson 18 (6K)     | 18:19(9:13) | Ronan O’Gara 19 (P pd 4K) | Murrayfield Stadium, Edynburg Sędzia: Dave Pearson |
| 10 marca 200713:30 | Nathan Hines · Sean Lamont | 18:19(9:13) | Ronan O’Gara              | Murrayfield Stadium, Edynburg Sędzia: Dave Pearson |

| 10 marca 200715:30 | Włochy                                                              | 23:20(13:7) | Walia                                                                             | Stadio Flaminio, Rzym Sędzia: Chris White |
| 10 marca 200715:30 | Kaine Robertson 5 (P) Mauro Bergamasco 5 (P) Ramiro Pez 13 (2pd 3K) | 23:20(13:7) | James Hook 8 (pd 2K) Matthew Rees 5 (P) Shane Williams 5 (P) Stephen Jones 2 (pd) | Stadio Flaminio, Rzym Sędzia: Chris White |

| 11 marca 200715:00 | Anglia                                                             | 26:18(9:12) | Francja                                     | Twickenham Stadium, Londyn Sędzia: Jonathan Kaplan |
| 11 marca 200715:00 | Mike Tindall 5 (P) Shane Geraghty 5 (pd K) Toby Flood 16 (P pd 3K) | 26:18(9:12) | David Skrela 9 (3K) Dimitri Yachvili 9 (3K) | Twickenham Stadium, Londyn Sędzia: Jonathan Kaplan |
| 11 marca 200715:00 | Shane Geraghty                                                     | 26:18(9:12) |                                             | Twickenham Stadium, Londyn Sędzia: Jonathan Kaplan |

### Tydzień 5
| 17 marca 200713:30 | Włochy                                                                                        | 24:51(12:20) | Irlandia | Stadio Flaminio, Rzym Sędzia: Jonathan Kaplan |
| 17 marca 200713:30 | Andrea Scanavacca 2 (pd) Marco Bortolami 5 (P) Ramiro Pez 12 (2dg 2K) Roland de Marigny 5 (P) | 24:51(12:20) | Denis Hickie 10 (2P) Girvan Dempsey 10 (2P) Gordon D’Arcy 5 (P) Ronan O’Gara 16 (P 4pd K) Shane Horgan 5 (P) Simon Easterby 5 (P) | Stadio Flaminio, Rzym Sędzia: Jonathan Kaplan |
| 17 marca 200713:30 | Josh Sole                                                                                     | 24:51(12:20) | Ronan O’Gara | Stadio Flaminio, Rzym Sędzia: Jonathan Kaplan |

| 17 marca 200715:30 | Francja | 46:19(20:14) | Szkocja                                                                       | Stade de France, Saint-Denis Sędzia: Craig Joubert |
| 17 marca 200715:30 | Cedric Heymans 5 (P) David Marty 5 (P) Elvis Vermeulen 5 (P) Imanol Harinordoquy 5 (P) Lionel Beauxis 16 (5pd 2K) Olivier Milloud 5 (P) Yannick Jauzion 5 (P) | 46:19(20:14) | Chris Paterson 4 (2pd) Euan Murray 5 (P) Nikki Walker 5 (P) Sean Lamont 5 (P) | Stade de France, Saint-Denis Sędzia: Craig Joubert |
| 17 marca 200715:30 | Sean Lamont | 46:19(20:14) |                                                                               | Stade de France, Saint-Denis Sędzia: Craig Joubert |

| 17 marca 200717:30 | Walia                                          | 27:18(18:15) | Anglia                                                        | Millennium Stadium, Cardiff Sędzia: Alain Rolland |
| 17 marca 200717:30 | Chris Horsman 5 (P) James Hook 22 (P pd dg 4K) | 27:18(18:15) | Harry Ellis 5 (P) Jason Robinson 5 (P) Toby Flood 8 (pd dg K) | Millennium Stadium, Cardiff Sędzia: Alain Rolland |
| 17 marca 200717:30 | James Haskell · Shane Geraghty                 | 27:18(18:15) |                                                               | Millennium Stadium, Cardiff Sędzia: Alain Rolland |